# Walter Meeuws
Walter Meeuws (Gierle, 1951. július 11. –) Európa-bajnoki ezüstérmes belga labdarúgó, hátvéd, edző.
Részt vett az 1980-as olaszországi Európa-bajnokságon és az 1982-es spanyolországi világbajnokságon.

## Sikerei, díjai

### Játékosként
Belgium
- Európa-bajnokság
  - ezüstérmes: 1980, Olaszország

 Club Brugge
- Belga bajnokság
  - bajnok: 1979–80
- Belga kupa
  - döntős: 1979

 Standard Liège
- Belga bajnokság
  - bajnok: 1981–82, 1982–83
- Belga kupa
  - döntős: 1984
- Kupagyőztesek Európa-kupája (KEK)
  - döntős: 1981–82

 Ajax
- Holland bajnokság
  - bajnok: 1984–85

 KV Mechelen
- Belga kupa
  - győztes: 1987

### Edzőként
Antwerp
- Belga kupa
  - győztes: 1992
- Kupagyőztesek Európa-kupája (KEK)
  - döntős: 1992–93